# Richard Archbold
Richard Archbold (New York, 9 aprile 1907 – Venus, 1º agosto 1976) è stato uno zoologo ed esploratore statunitense. Esponente di una ricchissima famiglia, impiegò i suoi beni per organizzare e condurre personalmente una serie di spedizioni in Nuova Guinea per conto dell'American Museum of Natural History; in seguito fece costruire in Florida un centro di ricerca biologica.

## Biografia

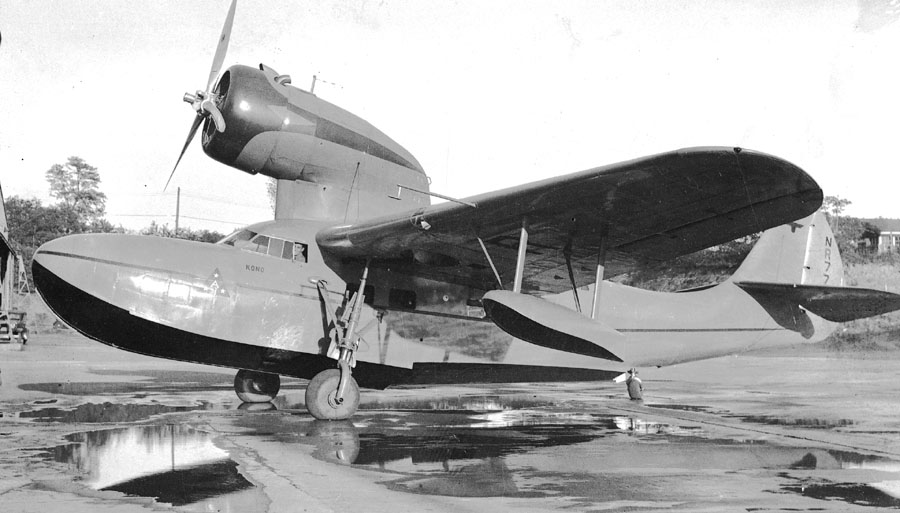
Il Kono (Fairchild XR-942-B, NR777), uno degli idrovolanti usati da Archbold nelle sue esplorazioni in Nuova Guinea.

Nato a New York nel 1907, Richard Archbold era nipote di John Dustin Archbold, uno dei più importanti dirigenti della Standard Oil Company. Nel 1928 fu chiamato a partecipare ad una spedizione zoologica in Madagascar, finanziata in gran parte dalla sua famiglia, con il compito di studiare i mammiferi. Quando i compagni di spedizione partirono per l'Indocina, però, Richard fu costretto a tornare a casa per la morte del padre.
Interessato all'esplorazione della Nuova Guinea, organizzò tre diverse spedizioni nell'isola, contornandosi di zoologi, ornitologi e botanici. Dopo la prima, che fu effettuata con mezzi tradizionali tra il 1933 e il 1934, Archbold si appassionò all'aviazione e si avvalse dell'aiuto di idrovolanti per raggiungere territori inesplorati. Nel corso della terza spedizione, tra il 1938 e il 1939, fu il primo occidentale a scoprire la valle del Baliem e ad effettuare il primo contatto con il popolo dei Dani; in questa occasione fu coadiuvato dall'esercito olandese, che gli fornì una scorta.
Nel 1941, Richard Archbold fondò in Florida un centro di ricerca biologica, l'Archbold Biological Station, su un terreno donato da John A. Roebling II, nipote del creatore del progetto del ponte di Brooklyn. Dopo quella data non prese più parte alle spedizioni, rimanendo impegnato per il resto della vita con le attività di ricerca del centro da lui fondato. Morì il 1º agosto 1976.